# Novorizonte
Novorizonte is een gemeente in de Braziliaanse deelstaat Minas Gerais. De gemeente telt 5.136 inwoners (schatting 2009).

## Aangrenzende gemeenten
De gemeente grenst aan Fruta de Leite, Rio Pardo de Minas en Salinas.